# Utensilio de cocina

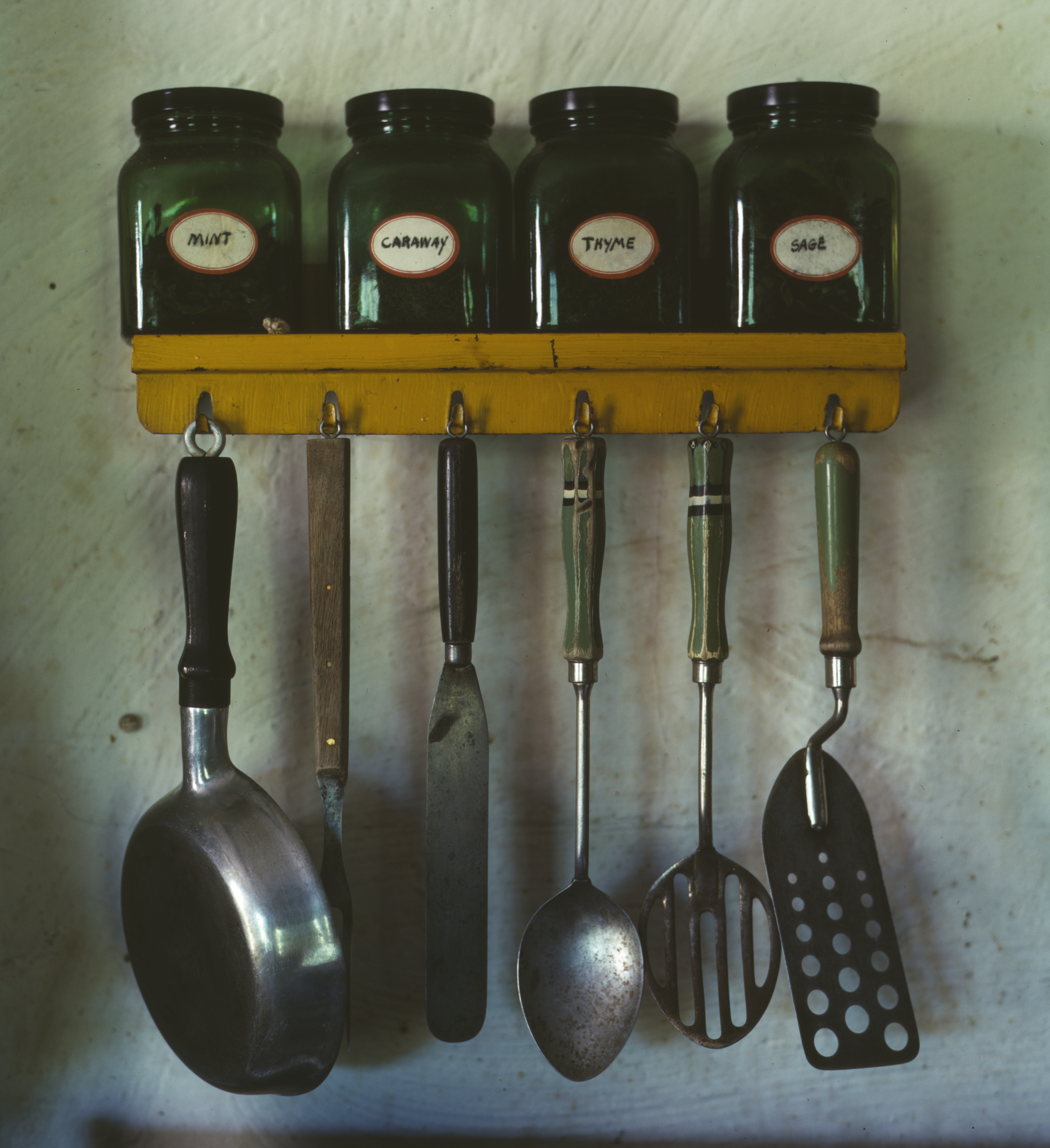
Botes de menta, alcaravea, tomillo y salvia en un estante en el que se cuelga una sartén, un tenedor, una espátula para el glaseado, un cucharón y una espumadera.
Estados Unidos, 1941-1945.

El utensilio de cocina es una herramienta que se utiliza en el ámbito culinario para la preparación de los platos, tanto en contacto directo con la comida, o indirecta (como un minutero).

## Historia
En la prehistoria se preparaba la comida sobre una hoguera sirviéndose de utensilios muy rudimentarios como un cuenco de piedra para calentar líquidos, un mortero y el almirez para pulverizar hierbas, sal y piedra de sílex para cortar la carne, que posteriormente se pinchaba en un espiedo para poder girarla sobre el fuego.

Con el tiempo llegaron los utensilios de madera, más tarde los de hierro y más recientemente los de plástico. Por último, la era eléctrica y electrónica, que permite automatizar y acelerar muchos de los procesos de preparación culinaria (licuadora, batidora, freidora, etc).

## Materiales
Desde las primitivas vajillas de piedra, arcilla o madera, pasando por las metálicas de la Edad del Bronce y las de vidrio (citadas por Plinio el Viejo), hasta las modernas vajillas de porcelana vidriada, diferentes aleaciones metalúrgicas e industriales y materiales plásticos, vidrio, etc.